# Pierre Daudet
Pour les articles homonymes, voir Daudet.
Pierre Daudet, né le 9 novembre 1904 à Nîmes et mort le 7 avril 1945 à Staßfurt est un historien français du droit.

## Biographie
Fils du bâtonnier Daudet, Pierre Daudet naît à Nîmes le 9 septembre 1904.
Ancien élève de l'université de Montpellier et de l'École des chartes, il est archiviste paléographe (1931), docteur en droit (1933) et agrégé (1943). Il est successivement bibliothécaire du tribunal de la Seine, attaché aux Archives nationales, professeur à l'Institut catholique de Paris puis à l'université de Dijon.
Entré en Résistance, il est arrêté en avril 1944 et déporté. Incarcéré à Fresnes puis à Compiègne, il est transféré au camp de Staßfurt, où il meurt le 7 avril 1945, quatre jours avant la libération des lieux par les Américains.
Ses 3 enfants héritent du mas brièvement visité par le célèbre cousin, Alphonse Daudet.

## Publications
- Études sur l'histoire de la juridiction matrimoniale. Les origines carolingiennes de la compétence exclusive de l’Église (France et Germanie), t. 1, Paris, librairie du Recueil Sirey, 1941 (BNF 31996996).
- Études sur l'histoire de la juridiction matrimoniale. L'établissement de la compétence de l'Église en matière de divorce et de consanguinité, t. 2, Paris, librairie du Recueil Sirey, 1941 (BNF 31996994).